# Tây Quắc
Tây Quắc (tiếng Trung: 西虢; bính âm: Xī Guó) là một nước chư hầu của nhà Chu. "Quắc" dường như là tên một nhóm thân tộc đã nắm giữ ít nhất là năm nước chư hầu trong cương vực nhà Chu vào các thời điểm khác nhau.

## Thành lập
Sau khi Chu Vũ Vương tiêu diệt nhà Thương vào năm 1046 TCN, hai người thúc của ông được ban cho đất đai. Một là Đông Quắc tại đất Chế [B] và hai là Tây Quắc tại đất Ung. Những người trị vì của Tây Quắc truyền đời nắm giữ các vị trí trong triều đình của thiên tử nhà Chu.
Do bị Khuyển Nhung quấy rối và xâm lược nên Tây Quắc đã phải đông tiến, cuối cùng di cư đến Tam Môn Hiệp[C] tại thung lũng Hoàng Hà giữa Tây An và Lạc Dương. Kinh đô mới được xây tại Thượng Dương trải dài cả đôi bờ Hoàng Hà. Vùng đất ban đầu được trao cho một người chú, Thượng Dương, được gọi là "Nam Quắc" (南虢); phong quốc của Quản Trọng tại Hạ Dương (下阳)[A] được gọi là "Bắc Quắc" (北虢). Mặc dù Bắc Quắc tách biệt với Tây Quắc song chúng vẫn được coi là một nước.

## Bị tiêu diệt
Nước Quắc vốn là chư hầu thường theo lệnh thiên tử nhà Chu mang quân can thiệp vào việc tranh ngôi của cha ông Tấn Hiến công là Khúc Ốc Trang Bá và Tấn Vũ công ở đất Khúc Ốc với chi trưởng ở đất Dực. Quân nước Quắc nhiều lần ngăn cản chi Khúc Ốc đoạt ngôi vua Tấn, lại đang cho các công tử anh em của Hiến công trốn tránh ở nhờ, nên Tấn Hiến công muốn đánh Quắc năm 667 TCN. Tuy nhiên theo lời can của Sĩ Vĩ nên chờ lúc nước Quắc loạn, Tấn Hiến công tạm thời chưa gây chiến.
Năm 658 TCN, Tấn Hiến công quyết định phát động đánh nước Quắc. Tuy nhiên nước Quắc có nước Ngu, vốn là con cháu Ngô Thái Bá và Ngô Trọng Ung – bác của Chu Văn Vương, có họ với nước Tấn – là láng giềng thường cứu trợ lẫn nhau. Theo kế của Tuân Tức, Tấn Hiến công sai người lấy ngựa tốt và xe đẹp tặng vua nước Ngu để mượn đường đánh Quắc. Vua nước Ngu bằng lòng cho Tấn mượn đường đánh Quắc và cam kết sẽ không cứu viện cho nước Quắc nữa. Tấn Hiến công mang quân đánh Quắc, chiếm đất Dương Hạ.
Năm 654 TCN, Tấn lại mượn đường nước Ngu để đánh Quắc lần thứ hai. Đại phu nước Ngu là Cung Chi Kỳ khuyên vua Ngu không nên đồng ý mà nên liên minh với Quắc vì hai nước ở địa thế che chở cho nhau; nếu cho mượn đường thì Tấn sẽ diệt cả Ngu sau khi diệt Quắc. Tuy nhiên vua Ngu không nghe. Kết quả quân Tấn kéo sang đánh, nước Quắc yếu không chống nổi, lại không có cứu viện của nước Ngu nên bị tiêu diệt. Quắc công Sửu bỏ chạy sang nương nhờ thiên tử nhà Chu (Chu Huệ Vương) cùng với một số quý tộc.
Một thời gian sau họ đến nước Ôn, nơi có cha vợ của Quắc công Sửu.[D] Sau đó, một số quý tộc cùng với một số dân thường bị quân Tấn bắt và đưa đến khu vực nay là Phần Dương, Sơn Tây. Tại đây, họ trở thành một gia tộc úy thế. Những người còn lại trong nhóm hoặc định cư tại địa phương hoặc bỏ trốn đi nơi khác.
Việc mượn đường Ngu diệt Quắc của Tấn Hiến công được đời sau gọi là Giả đạo phạt Quắc (假道伐虢), một trong ba mươi sáu kế sách lược của quân sự Trung Quốc cổ đại.
Cùng lúc đó, một người Tây Quắc, với sự giúp đỡ của người Khương, đã cố gắng để xây dựng một nhà nước mới từ tàn dư cũ, được sử sách gọi là Tiểu Quắc (小虢). Đây là nước cuối cùng trong tổng số năm nước chư hầu có tên Quắc.
Năm 687 TCN, vào thời Xuân Thu, Tần xóa sổ Tiểu Quắc.

## Các quân chủ Tây Quắc
Không có rõ chép tường tận về thế hệ quân chủ Tây Quắc, danh sách dưới đây chủ yếu dựa theo "Quắc quốc nghiên cứu" (虢国研究) của Lương Ninh Sâm (梁宁森) và Trịnh Kiến Anh (郑建英), cùng các nguồn văn hiến khác và các đồ khắc.
|    | Xưng hiệu                       | Biệt xưng                                                                           | Danh tính quân chủ | Tên tự            | Chức quan | Quân chủ nhà Chu cùng thời kỳ               | Xuân thân và quan hệ                                                                | Tư liệu tham khảo                                                                                                | Ghi chú |
| -- | ------------------------------- | ----------------------------------------------------------------------------------- | ------------------ | ----------------- | --------- | ------------------------------------------- | ----------------------------------------------------------------------------------- | --- | --- |
| 1  | Quắc thúc (虢叔)                |                                                                                     |                    | Thúc (叔)         | Khanh sĩ  | Chu Văn Vương Chu Vũ Vương                  | con của Vương Quý (王季), em trai cùng mẹ của Chu Văn Vương, em trai của Quắc Trọng | Tả truyện, Hi công ngũ niên                                                                                      | Có tranh luận về quân chủ khai quốc của hai nước Tây Quắc và Đông Quắc, có thuyết cho rằng Quắc Thúc được phong nước Đông Quắc, Quắc Trọng được phong nước Tây Quắc |
| 2  | Quách thúc (郭叔)               | hay Quắc Thúc (虢叔)                                                                |                    | Thúc (叔)         |           | Chu Thành Vương                             | con của Quắc thúc                                                                   | Dật Chu thư, Vương hội                                                                                           | |
| 3  | Quắc Thành công (虢城公)        | chữ Thành cũng được viết là "成"                                                    | Khiển (遣)         | Trọng (仲)        |           | Chu Khang Vương Chu Chiêu Vương             |                                                                                     | Văn bản khắc trên Ban quỹ (班簋)                                                                                 | có thuyết cho rằng Quắc Thành công là vua nước Đông Quắc |
| 4  | Quắc quý Dịch Phủ (虢季易父)    |                                                                                     | Thát (挞)          | Dịch Phủ (易父)   |           | Chu Chiêu Vương                             |                                                                                     | Văn bản khắc trên Sư Tai đỉnh (師哉鼎), văn bản khắc trên chuông Sư Thừa (師丞钟)                                | |
| 5  | Quắc Quỹ công (虢宄公)          | Sư Tai (師哉)                                                                       |                    | Tai (哉)          | Thái sư   | Chu Mục Vương Chu Cung Vương                | con trai của Quắc Quý Dịch Phủ                                                      | Văn bản khắc trên Sư Tai đỉnh, văn bản khắc trên chuông Sư Thừa                                                  | |
| 6  | Quắc U thúc (虢幽叔)            | Sư Vọng (師望)                                                                      |                    | Vọng (望)         | Thái sư   | Chu Ý Vương Chu Hiếu Vương                  | Con của Quắc Quỹ công                                                               | Văn bản khắc trên Sư Vọng đỉnh (师望鼎), văn bản khắc trên chuông Sư Thừa                                        | |
| 7  | Quắc Đức thúc (虢德叔)          |                                                                                     |                    | Tức (即)          |           | Chu Hiếu Vương Chu Di Vương                 | Con của Quắc U thúc                                                                 | văn bản khắc trên Tức quỹ (即簋), văn bản khắc trên chuông Sư Thừa                                               | |
| 8  | Quắc công                       | Sư Thừa (师丞)                                                                      |                    | Thừa (丞)         |           | Chu Di Vương Chu Lệ Vương                   | con của Quắc Đức Thúc                                                               | Văn bản khắc trên chuông Sư Thừa, Hậu Hán thư, quyển 87-Tây Khương truyện,                                       | |
| 9  | Quắc công Trường Phủ (虢公长父) | Lệ công Trường Phủ (厲公長父) Quắc Trọng (虢仲)                                     |                    | Trường Phủ (长父) |           | Chu Lệ Vương Chu Tuyên Vương                |                                                                                     | Hậu Hán thư, quyển 85-Đông Di liệt truyện văn bản khắc trên Tây Chu Vũ đỉnh (西周禹鼎)                           | |
| 10 | Quắc Tuyên công (虢宣公)        | Quắc quý Tử Bạch (虢季子白)                                                         | Tử Bạch (子白)     |                   |           | Chu Tuyên Vương                             |                                                                                     | văn bản khắc trên Quắc Tuyên công Tử Bạch đỉnh 虢宣公子白鼎, văn bản khắc trên Quắc Quý Tử Bạch bàn (虢季子白盘) | |
| 11 | Quắc Văn công (虢文公)          | Quắc quý (虢季)                                                                     |                    | Quý (季)          |           | Chu Tuyên Vương                             |                                                                                     | Quốc ngữ, quyển 1-Chu ngữ thượng-Quắc Văn công gián Tuyên Vương bất tịch thiên mẫu                               | |
| 12 | Quắc Thạch Phủ (虢石父)         | chữ "Phủ" cũng được viết là 甫 hay Quắc công Cổ (虢公鼓) hay Quắc Thạc Phủ (虢硕父) | Cổ (鼓)            | Thạch Phủ (石父)  | Khanh sĩ  | Chu U Vương                                 |                                                                                     | Sử ký, quyển 4-Chu bản kỷ                                                                                        | |
| 13 | Quắc công Hàn (虢公翰)          |                                                                                     | Hàn (翰)           |                   |           | Chu Bình Vương                              | một thuyết cho là con của Quắc Thạch Phủ                                            | Trúc thư kỉ niên cổ bản-Chu kỉ Hán thư, Cổ Kim nhân biểu                                                         | |
| 14 | Quắc công Kị Phủ (虢公忌父)     |                                                                                     |                    | Kị Phủ (忌父)     | Khanh sĩ  | Chu Bình Vương Chu Hoàn Vương               |                                                                                     | Tả truyện, Ẩn công: tam niên, ngũ niên, bát niên                                                                 | |
| 15 | Quắc công Lâm Phủ (虢公林父)    | Quắc Trọng (虢仲)                                                                   |                    | Trọng (仲)        | Khanh sĩ  | Chu Hoàn Vương Chu Trang Vương Chu Hi Vương |                                                                                     | Sử ký, quyển 39-Tấn thế gia Tả truyện, Hoàn công: bát niên vàTả truyện, Hoàn công thập niên                      | |
| 16 | Quắc công Xú (虢公醜)           | Quắc Thúc (虢叔)                                                                    | Xú (醜)            | Thúc (叔)         |           | Chu Huệ Vương                               |                                                                                     | Tả truyện, Trang công: tam thập nhất niên và Trang công tam thập nhị niên Mẫn công nhị niên, Hi công ngũ niên    | Nước Tây Quắc bị nước Tấn diệt |